# Казе Новере (Терамо)
Казе Новере (итал. Case Novere) је насеље у Италији у округу Терамо, региону Абруцо.
Према процени из 2011. у насељу је живело 22 становника. Насеље се налази на надморској висини од 350 м.